# Maxime Lopez
Maxime Baila Lopez (Marselha, 4 de dezembro de 1997) é um futebolista francês que atua como volante. Atualmente defende o Paris FC.

## Carreira
Maxime Lopez começou a carreira no Olympique de Marseille.

## Títulos

### Prêmios individuais
- 29º melhor jovem do ano de 2017 (FourFourTwo)[3]